# Plus Internet
Plus Internet (dawniej iPlus) – marka usług dostępu do Internetu wprowadzona na rynek przez operatora sieci Plus – firmę Polkomtel. 

## Charakterystyka
Plus Internet umożliwia dostęp do Internetu w technologiach LTE/HSPA (HSDPA i HSUPA)/UMTS/EDGE/GPRS, wykorzystując bezprzewodową sieć telefonii komórkowej na terenie Polski. Rozliczenie usługi przeprowadzane jest na zasadach miesięcznego abonamentu dla klientów indywidualnych lub firm. Zostały również określone miesięczne limity danych, po przekroczeniu których firma Polkomtel zastrzega sobie prawo do ograniczenia prędkości transferu danych. Limity te wynoszą odpowiednio 1, 2, 3, 6, 16 lub 26 GB w zależności od kwoty abonamentu. W przypadku przekroczenia limitu, transfer zostaje ograniczony do 32 kbit/s. Można przywrócić pełną prędkość transferu po przekroczeniu limitu danych w abonamencie dokupując odpowiednie pakiety.
Istnieje również oferta prepaid – Plus Internet na Kartę (dawniej iPlus simdata).

## Krytyka i kary
26 marca 2010 spółka otrzymała karę za zakwestionowaną przez UOKiK reklamę iPlus dla ciebie z komputerem. Sąd Apelacyjny uznał, że reklama wprowadzała w błąd.